# Nachbarschaft (Graubünden)
Als Nachbarschaft (rätoromanisch vischnaunca, vschinauncha, italienisch vicinia) bezeichnete man im Freistaat der Drei Bünde Dorfgenossenschaften, die als Unterabteilungen der Gerichtsgemeinden fungierten. Die Einteilung in Nachbarschaften deckt oder deckte sich vielfach mit den späteren politischen Gemeinden.
Gleichnamige Personenverbände als eine besondere Art von Landwirtschaftsgemeinde gab es auch in Oberitalien einschliesslich des heutigen Kantons Tessin, siehe Nachbarschaft (Norditalien).

## Geschichte
In den Drei Bünden – und später bis zur Neueinteilung des Kantons im Jahre 1851/1854 –  bildeten die Gerichtsgemeinden die eigentlichen politischen Gemeinden, die souveränen Mitglieder des 1524 geschlossenen Bundes. Innerhalb der Gerichtsgemeinden bildeten die einzelnen Dörfer die Nachbarschaften. Sie entschieden über die Nutzung des Gemeindeeigentums (Wälder und Alpen), in vielen Fällen bestand auch ein eigenes Zivilgericht. Seit dem Spätmittelalter, als viele Dörfer eigene Kirchen errichteten, entsprachen die Nachbarschaften weitgehend den Kirchgemeinden.
Die in der dörflichen Gemeinde vollberechtigten Bauern wurden im Mittelalter als Nachbarn (romanisch vischins oder vaschins, italienisch vicini) bezeichnet. Die Nachbarn oder Gemeindebürger waren einerseits zur Nutzung der Gemeindegüter berechtigt, andererseits zum Gemeinwerk verpflichtet. Dabei handelt es sich um Arbeiten im Dienste der Gemeinde (z. B. Unterhalt von Wegen). Dorfordnungen oder Gemeindebriefe enthielten Regelungen bezüglich dem Nachbarrecht. Die Nachbarschaftsversammlung regelte bereits im Mittelalter die Nutzung der Allmende. Trotzdem kam es immer wieder zu Streitigkeiten, was verschiedene Schiedsgerichtsprotokolle belegen. Für Viehwirtschaft der Hochweiden wurde die so genannte Winterungsregel eingeführt. Jeder Bauer durfte soviel Vieh sömmern, wie er durch den Winter brachte. Die Heumenge, die dem Bauern zur Verfügung stand, begrenzte die Anzahl Kühe. Wer viel Land besass, konnte viele Kühe halten bzw. ernähren und war damit sehr vermögend. Nicht alle Dorfbewohner waren vollberechtigte Nachbarn oder Gemeindebürger. Beisassen oder Hintersässen hatten keine Rechte.
Die Neueinteilung von 1851 schuf unter anderem die Kreise, die weitgehend den vormaligen Gerichtsgemeinden entsprachen. Aus den Nachbarschaften wurden gleichzeitig die (heutigen) politischen Gemeinden. So bestand beispielsweise das Gericht Schanfigg aus den Nachbarschaften St. Peter, Peist, Molinis, Pagig, Castiel, Lüen, Calfreisen und Maladers, die ab 1851 grösstenteils selbständige politische Gemeinden und Teil des Kreises Schanfigg waren.
In Einzelfällen wurden die Gerichte nicht oder nur unvollständig aufgeteilt, so dass heute Kreis und Gemeinde praktisch deckungsgleich sind. Die Gerichtsgemeinde Davos beispielsweise bestand vor 1851 aus den Nachbarschaften Platz, Dorf, Frauenkirch, Glaris, Monstein und Arosa. Einzig Arosa, im benachbarten, von der Landschaft Davos durch die Strelakette getrennten Schanfigg gelegen, spaltete sich 1851 im Zuge der Neuorganisation der bündnerischen Kreise und Bezirke ab und bildete zusammen mit dem bisher selbständigen Gericht Langwies (ohne Praden) und dem Gericht Schanfigg den neugeschaffenen Kreis Schanfigg. Die restlichen fünf ehemaligen Davoser Nachbarschaften repräsentierten bis Ende 2018 die Fraktionsgemeinden der Landschaft Davos – Monstein bis heute. Im heutigen Davoser Sprachgebrauch wird der Begriff Nachbarschaft für eine Siedlung gebraucht, die Teil einer solchen Fraktionsgemeinde war.
Im grössten Teil des romanischen Sprachgebiets hat sich Vischnaunca (sursilvan) bzw. Vschinauncha (putér) bis heute als offizielle Bezeichnung der politischen Gemeinde erhalten.